# Episodi di Interrupted - L'amore incompiuto
La prima stagione della serie televisiva drammatica turca Interrupted - L'amore incompiuto (Yarım Kalan Aşklar), composta da 8 episodi, è stata distribuita in Turchia sul servizio di streaming BluTV dal 10 settembre al 29 ottobre 2020.
In Italia la serie è stata distribuita in esclusiva sul servizio di streaming Mediaset Infinity il 15 dicembre 2023.
| n° | Titolo originale | Titolo italiano | Pubblicazione Turchia | Pubblicazione Italia |
| -- | ---------------- | --------------- | --------------------- | -------------------- |
| 1  | 1. Bölüm         | Episodio 1      | 10 settembre 2020     | 15 dicembre 2023     |
| 2  | 2. Bölüm         | Episodio 2      | 17 settembre 2020     | 15 dicembre 2023     |
| 3  | 3. Bölüm         | Episodio 3      | 24 settembre 2020     | 15 dicembre 2023     |
| 4  | 4. Bölüm         | Episodio 4      | 1º ottobre 2020       | 15 dicembre 2023     |
| 5  | 5. Bölüm         | Episodio 5      | 8 ottobre 2020        | 15 dicembre 2023     |
| 6  | 6. Bölüm         | Episodio 6      | 15 ottobre 2020       | 15 dicembre 2023     |
| 7  | 7. Bölüm         | Episodio 7      | 22 ottobre 2020       | 15 dicembre 2023     |
| 8  | 8. Bölüm         | Episodio 8      | 29 ottobre 2020       | 15 dicembre 2023     |

## Episodio 1
- Titolo originale: 1. Bölüm
- Diretto da: Umur Turagay
- Scritto da: Ethem Özışık, Hakan Bonomo e Ercan Uğur

## Episodio 2
- Titolo originale: 2. Bölüm
- Diretto da: Umur Turagay
- Scritto da: Ethem Özışık, Hakan Bonomo e Ercan Uğur

## Episodio 3
- Titolo originale: 3. Bölüm
- Diretto da: Umur Turagay
- Scritto da: Ethem Özışık, Hakan Bonomo e Ercan Uğur

## Episodio 4
- Titolo originale: 4. Bölüm
- Diretto da: Umur Turagay
- Scritto da: Ethem Özışık, Hakan Bonomo e Ercan Uğur

## Episodio 5
- Titolo originale: 5. Bölüm
- Diretto da: Umur Turagay
- Scritto da: Ethem Özışık, Hakan Bonomo e Ercan Uğur

## Episodio 6
- Titolo originale: 6. Bölüm
- Diretto da: Umur Turagay
- Scritto da: Ethem Özışık, Hakan Bonomo e Ercan Uğur

## Episodio 7
- Titolo originale: 7. Bölüm
- Diretto da: Umur Turagay
- Scritto da: Ethem Özışık, Hakan Bonomo e Ercan Uğur

## Episodio 8
- Titolo originale: 8. Bölüm
- Diretto da: Umur Turagay
- Scritto da: Ethem Özışık, Hakan Bonomo e Ercan Uğur